# Fnord
Fnord je údajné podprahové sdělení šířené hromadnými sdělovacími prostředky, kterým dle konspirační teorie tajné bratrstvo Iluminátů ovládá zdánlivě demokratické zřízení.

## Původ
Slovo fnord pochází původně z Principia Discordia, svaté knihy diskordianismu. V angličtině bylo popularizováno sci-fi románem The Illuminatus! Trilogy (1969–1971).

## Význam
Fnord je součástí konspirační teorie, dle které existuje tajné bratrstvo Iluminátů, jehož členové jsou představitelé politických a mediálních elit. To k udržení moci ve zdánlivě demokratické společnosti využívá druh mediální manipulace - fnord.
Mechanismus fnordu má mít dvě fáze. V první fázi má být nápis „fnord“ podprahově přítomný v hromadných sdělovacích prostředcích, typicky v televizním vysílání. Současně jsou do vysílání zařazeny vraždy, násilí a dalších znechucující podněty. Tím je u diváka vytvořen podmíněný reflex, kdy fnord samotný vyvolává pocit znechucení.
V druhé fázi má být fnord přidáván do politického zpravodajství. U diváka je tak vyvolán pocit znechucení politikou, beznaděj a politická apatie. Neklade pak odpor machinacím Iluminátů.